# گونشتت
گونشتت (به فرانسوی: Gunstett) یک کمون در فرانسه با جمعیت ۷۱۱ نفر است که در Canton of Wœrth واقع شده‌است.